# Клин (Дубенський район)
Клин (до 1940-х років — Смордва-Клин) — село в Україні, у Бокіймівській сільської громади Дубенського району Рівненської області. Населення становить 132 осіб. До 2016 у складі Смордвівської сільської ради. З 2016 в складі Бокіймівської сільської громади

## Географія
На північній стороні від села пролягає автошлях Т 1806.

## Історія
12 червня 2020 року, відповідно до розпорядження Кабінету Міністрів України № 722-р від «Про визначення адміністративних центрів та затвердження територій територіальних громад Рівненської області», увійшло до складу Бокіймівської сільської громади.
19 липня 2020 року, в результаті адміністративно-територіальної реформи та ліквідації Млинівського району, село увійшло до складу Дубенського району.